# گوستاو امودروز
گوستاو امودروز (انگلیسی: Gustave Amoudruz; ۲۳ مارس ۱۸۸۵ – ۲۸ دسامبر ۱۹۶۳) ورزشکار ورزش تیراندازی اهل سوئیس بود.
وی در مسابقات کشوری و بین‌المللی در مجموع برندهٔ ۲ مدال برنز شده‌است.